# Готье III де Вексен
Готье III (фр. Gautier; умер в 1063) — граф Амьена и Вексена с 1035 года, граф Мэна с 1062 года; сын графа Амьена и Вексена Дрё и англосаксонской принцессы Годгифу, дочери Этельреда Неразумного.

## Биография
Впервые он упоминается в 1030 году как свидетель дара аббатству Жюмиэг, который сделал его отец. В 1035 году Готье III наследовал отцу в графствах Амьен и Вексен. Он продолжил политику своих предков, будучи сторонником королей Франции и герцогов Нормандии, но разрыв между Францией и Нормандией в 1052 году поставил его перед выбором стороны. Вначале он соблюдал нейтралитет, но в 1057 году перешёл на сторону короля Генриха I.
В 1062 году умер граф Мэна Герберт II, племянник жены Готье — Биоты. Перед смертью он завещал графство герцогу Нормандии Вильгельму, но мэнская знать не согласилась с этим решением и восстала при поддержке графа Анжу Жоффруа III, признав своими правителями Готье и Биоту. Вильгельм начал завоевание графства и в 1063 году захватил Ман (современный Ле-Ман), пленив Готье и Биоту. Они были помещены в заключение в замок Фалез, где умерли в том же году при невыясненных обстоятельствах.
Смерть Готье с одной стороны помогла Вильгельму избавиться от конкурента в графстве Мэн, где он посадил своего сына Роберта, а с другой стороны убрала возможного претендента на английский трон.
Графства Амьен и Вексен унаследовал двоюродный брат Готье, граф Валуа Рауль IV, за исключением Понтуаза и Шомон-ан-Вексена, захваченных королём Франции.

## Брак
Жена: Биота (умерла в 1063), графиня дю Мэн с 1062 года, дочь графа Мэна Герберта I.